# Mrhov

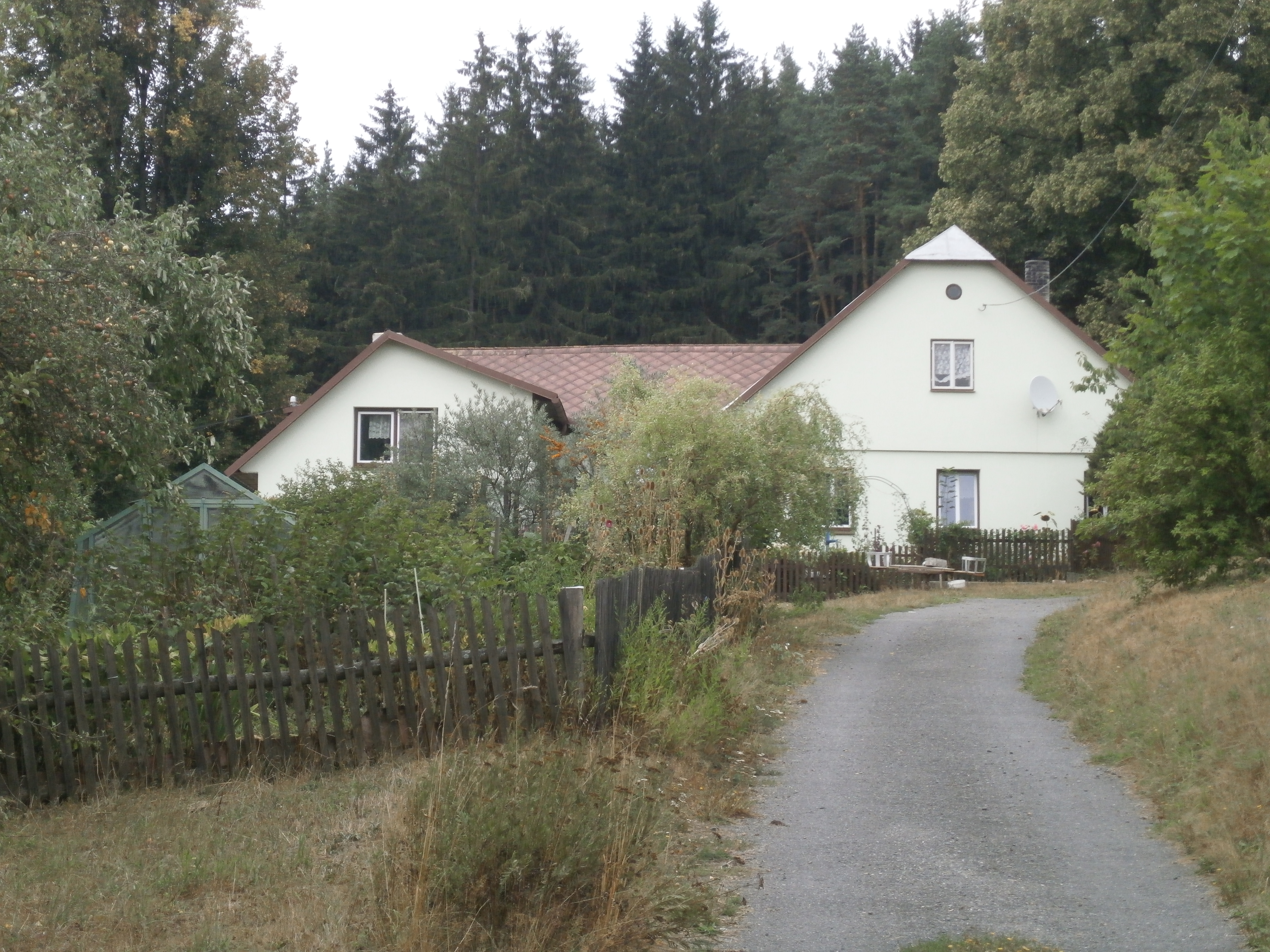
Haus Nr. 1

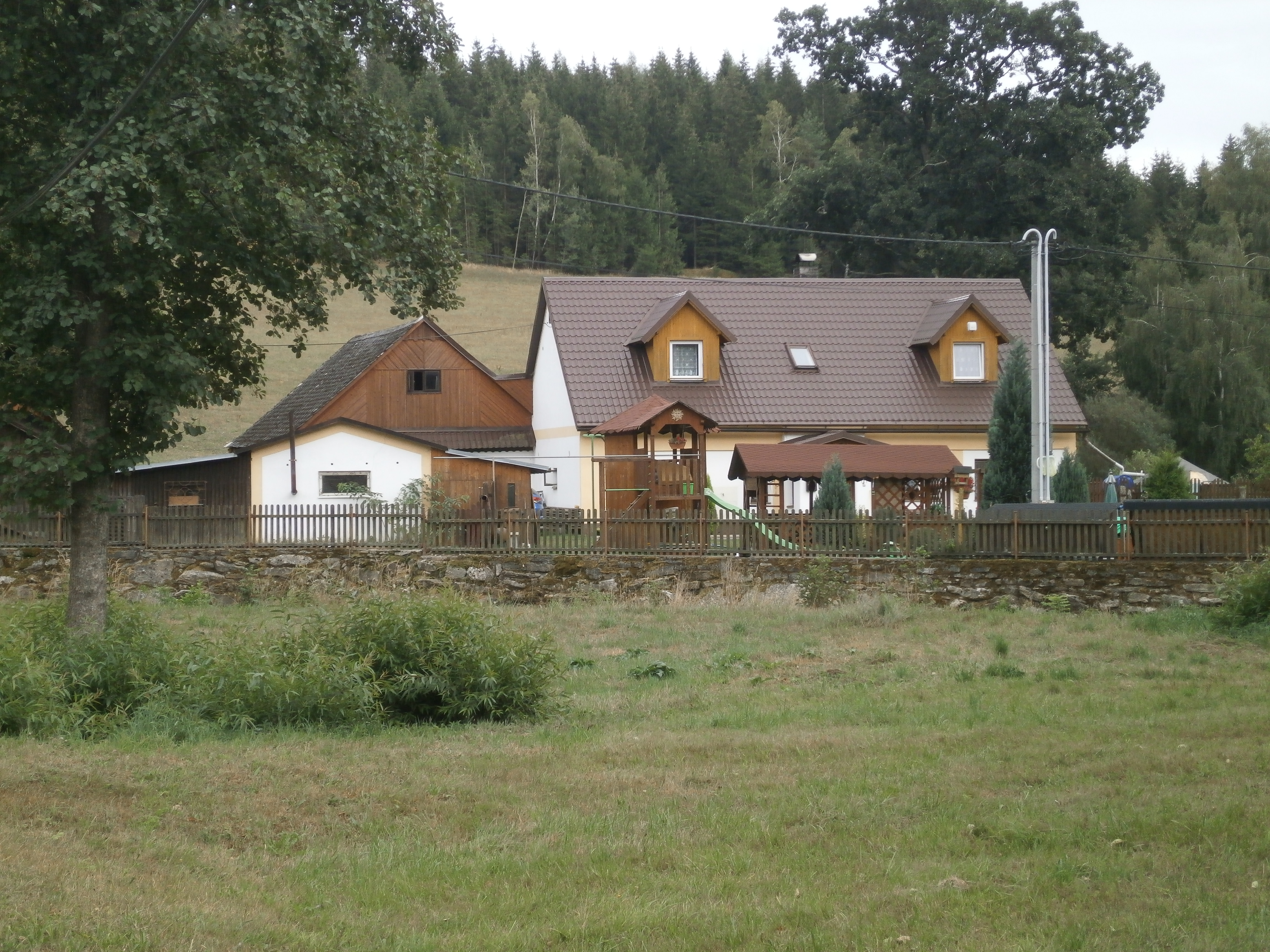
Haus Nr. 2

Mrhov (deutsch Mrhow, 1939–45 Mirhau) ist ein Ortsteil der Gemeinde Krásné in Tschechien. Er liegt neun Kilometer südöstlich von Svratka und gehört zum Okres Žďár nad Sázavou.

## Geographie
Die Einschicht Mrhov befindet sich am linken Ufer der Svratka im Südosten der Žďárské vrchy (Saarer Berge).  Nördlich erhebt sich der Landrátský kopec (Landratberg,  743 m. n.m.), im Nordosten der Matoušův kopec (721 m. n.m.) und der Na Lunáku (624 m. n.m.), im Süden der Zámečníkův kopec (689 m. n.m.), südwestlich die Nečaska (730 m. n.m.) und im Westen der Panský kopec (655 m. n.m.). Der Ort liegt im Landschaftsschutzgebiet Žďárské vrchy.
Nachbarorte sind Hatě, Světy und Landráty im Norden, Maděra, Telecí und die Wüstung Polsko im Nordosten, Spělkov im Südosten, Krásné im Süden, Podlesí im Südwesten, České Milovy im Westen sowie Březiny im Nordwesten.

## Geschichte
Zu Beginn des 18. Jahrhunderts wuchs die Bevölkerung in den zum Weichbild der königlichen Leibgedingestadt Polička gehörigen Dörfern stark an. In dieser Zeit entstanden außerhalb der alten Dörfer, die sich zumeist in den Bachtälern erstreckten, neue kleine Siedlungen. Eine von ihnen war Mrhov. Die gegenüber dem Meierhof Krásné – unmittelbar an der Grenze zu Mähren – angelegte Siedlung wurde 1720 erstmals erwähnt. Die Bewohner waren tschechischsprachig und evangelisch. Erwerbsgrundlage bildete der Anbau und die Verarbeitung von Flachs; die Leinwaren fanden einen guten Absatz.
Im Jahre 1789 gab es zwei Anwesen in Mrhow bzw. Mrchow. Im 19. Jahrhundert begann der Niedergang der Flachsverarbeitung.
Im Jahre 1835 bestand das im Chrudimer Kreis gelegene Dorf Mrhow aus zwei Häusern mit neun protestantischen Einwohnern. Pfarrort war Borowa, der Amtsort Polička. Bis zur Mitte des 19. Jahrhunderts blieb Mrhow der königlichen Leibgedingestadt Polička untertänig.
Nach der Aufhebung der Patrimonialherrschaften bildete Mrhov / Mrhow ab 1849 einen Ortsteil der Gemeinde Telecí / Teletzy im Gerichtsbezirk Polička. Ab 1868 gehörte Mrhov zum Bezirk Polička. 1869 hatte Mrhov 11 Einwohner und bestand aus zwei Häusern. Im Jahre 1900 lebten in dem Dorf 6 Personen, 1910 waren es 18. Nach dem Ersten Weltkrieg zerfiel der Vielvölkerstaat Österreich-Ungarn, die Ansiedlung wurde 1918 Teil der neu gebildeten Tschechoslowakischen Republik. Beim Zensus von 1921 lebten in den zwei Häusern von Mrhov 14 Tschechen. 1930 lebten in den zwei Häusern von Mrhov 13 Menschen. Von 1939 bis 1945 gehörte Mrhov / Mirhau zum Protektorat Böhmen und Mähren. 1950 lebten 11 Personen in Mrhov. Im Zuge der Gebietsreform von 1960 wurde Mrhov von Telecí abgetrennt und der Gemeinde Krásné im Okres Žďár nad Sázavou zugeordnet. Zugleich erfolgte auch die Ausgliederung aus dem Kataster von Telecí in den Katastralbezirk Krásné nad Svratkou. Beim Zensus von 2001 lebten in den zwei Wohnhäusern von Mrhov 18 Personen. Wegen der Lage in der Flussaue der Svratka ist Mrhov hochwassergefährdet; im Jahre 2020 wurde der Ortsteil dreimal überflutet.

## Ortsgliederung
Mrhov ist Teil des Katastralbezirkes Krásné nad Svratkou.